# Sekhemrê-Sânhktaouy Neferhotep
Sekhemrê-Sânhktaouy Neferhotep III (ou Iykhernefert) est un roi de la Deuxième Période intermédiaire, soit de la fin de la XIIIe dynastie, soit du début de la XVIe.

## Attestations
Il est peut-être indiqué sur le Canon royal de Turin, étant donné que plusieurs noms endommagés Sekhemrê-... sont présents au début de la colonne 12. Sinon, il est attesté par une stèle fortement endommagée contemporaine de son règne aujourd'hui au Musée égyptien du Caire (CG 20799),. Un linteau et des blocs portant son nom se trouveraient à El Kab.

## Règne
Sur sa stèle thébaine, Neferhotep III souligne son rôle de pourvoyeur de nourriture pour son peuple en déclarant que celui qui nourrit sa ville, la sauvant de la famine. Ceci, ainsi que son nom de Nesout-bity Sekhemrê-Sânhktaouy, qui peut se traduire pas Rê est puissant, Celui qui nourrit les Deux Terres, est un signe fort que la Haute-Égypte a souffert de famines durant son règne. Un autre roi de l'époque, Seneferibrê Senousert IV, a adopté un nom royal similaire.
Neferhotep III s'est certainement engagé dans une guerre défensive contre les Hyksôs de la XVe dynastie, qui allait finalement envahir l'État de la XVIe dynastie. Neferhotep III se glorifie sur sa stèle comme Celui qui élève sa ville, ayant été coulé à cause de conflits avec les étrangers. La stèle est censée contenir la plus ancienne mention connue de la couronne Khépresh. Neferhotep III serait Paré de la Khépresh, l'image vivante de Rê, seigneur de la terreur.

## Position chronologique
La position chronologique de Sekhemrê-Sânhktaouy Neferhotep reste débattue. En effet, sur ce point, le Canon royal de Turin est ouvert à des interprétations. Plusieurs rois sont enregistrés sous le nom de Sekhemrê-... et les dommages causés au document original ne préservent pas le nom complet. Par conséquent, Sekhemrê-Sânhktaouy Neferhotep peut en principe correspondre à n'importe quel Sekhemrê-... conservé sur la liste des rois, c'est-à-dire peut être un souverain de la XIIIe, XVIe et XVIIe dynasties.
Jürgen von Beckerath le place à la fin de la XIIIe dynastie, tandis que Ryholt et Siesse le placent en début de XVIe dynastie, en tant que successeur de Sekhemrê-Sementaouy Djehouty et de Sekhemrê-Sousertaouy Sobekhotep et prédécesseur de Sânkhenrê Montouhotepi et Souadjenrê Nebiryraou. Ils analysent la colonne 12 du Canon royal de Turin comme la liste des rois de la XVIe dynastie.